# Allodape pictifrons
Allodape pictifrons är en biart som beskrevs av Smith 1854. Allodape pictifrons ingår i släktet Allodape och familjen långtungebin. Inga underarter finns listade i Catalogue of Life.